# Jeremías I de Mosquitia
Jeremías I o Jeremy fue rey de la Nación Misquita, quién tomó el poder luego de la muerte de su padre, Oldman, en 1686 o 1687. Según un inglés, en 1699 tenía aproximadamente 60 años, por lo que nació hacia 1639.

## Tierra y nobleza
Alrededor del 1655 Oldman había recibido una comisión para proteger a los ingleses del gobernador de Jamaica, y según se dice, podía hablar un poco inglés y era muy cortés con los ingleses. Su corte estuvo cerca de Cabo Gracias a Dios, cerca de la frontera entre Nicaragua y Honduras, y consistía sólo de unas cuantas casas. Tenía dos "esposas muy débiles" y tres hijas. Fue probablemente la última persona en llevar el título de rey, título perteneciente a ancestros indígenas, como más tarde serían gobernantes los Miskitos Zambos, los descendientes de esclavos africanos que sobrevivieron a un naufragio en la región en el siglo XVIII. Según M.W., era morocho de piel y tenía pelo largo, y sus hijas eran guapas.